# Kbílek
Kbílek je vesnice v okrese Kolín, je součástí obce Kbel. Nachází se asi jeden kilometry jižně od Kbelu. Vesnicí vede silnice II/125.

## Historie
První písemná zmínka o vesnici pochází z roku 1787.

## Fotogalerie

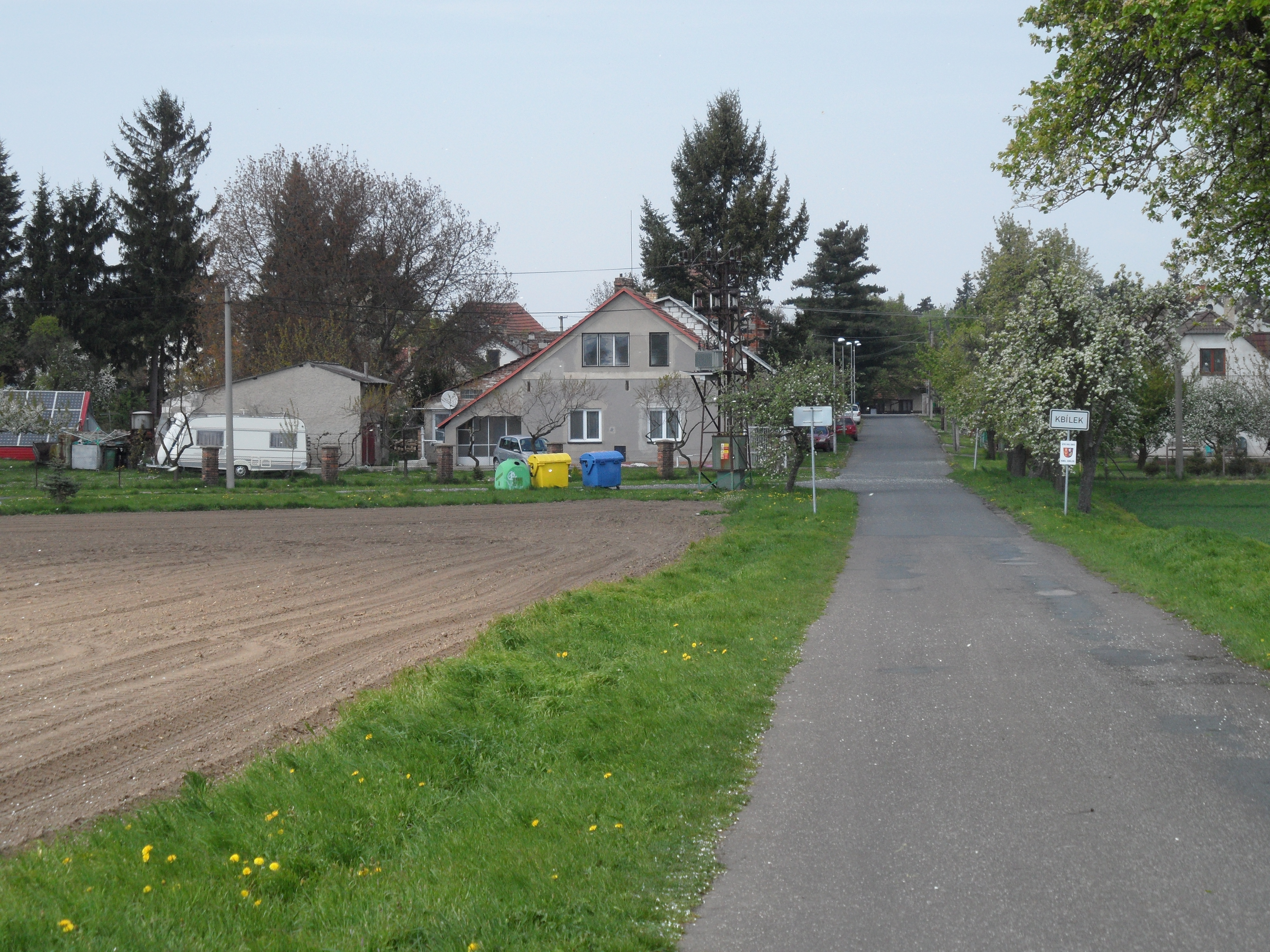
Pohled při příjezdu od Ratboře
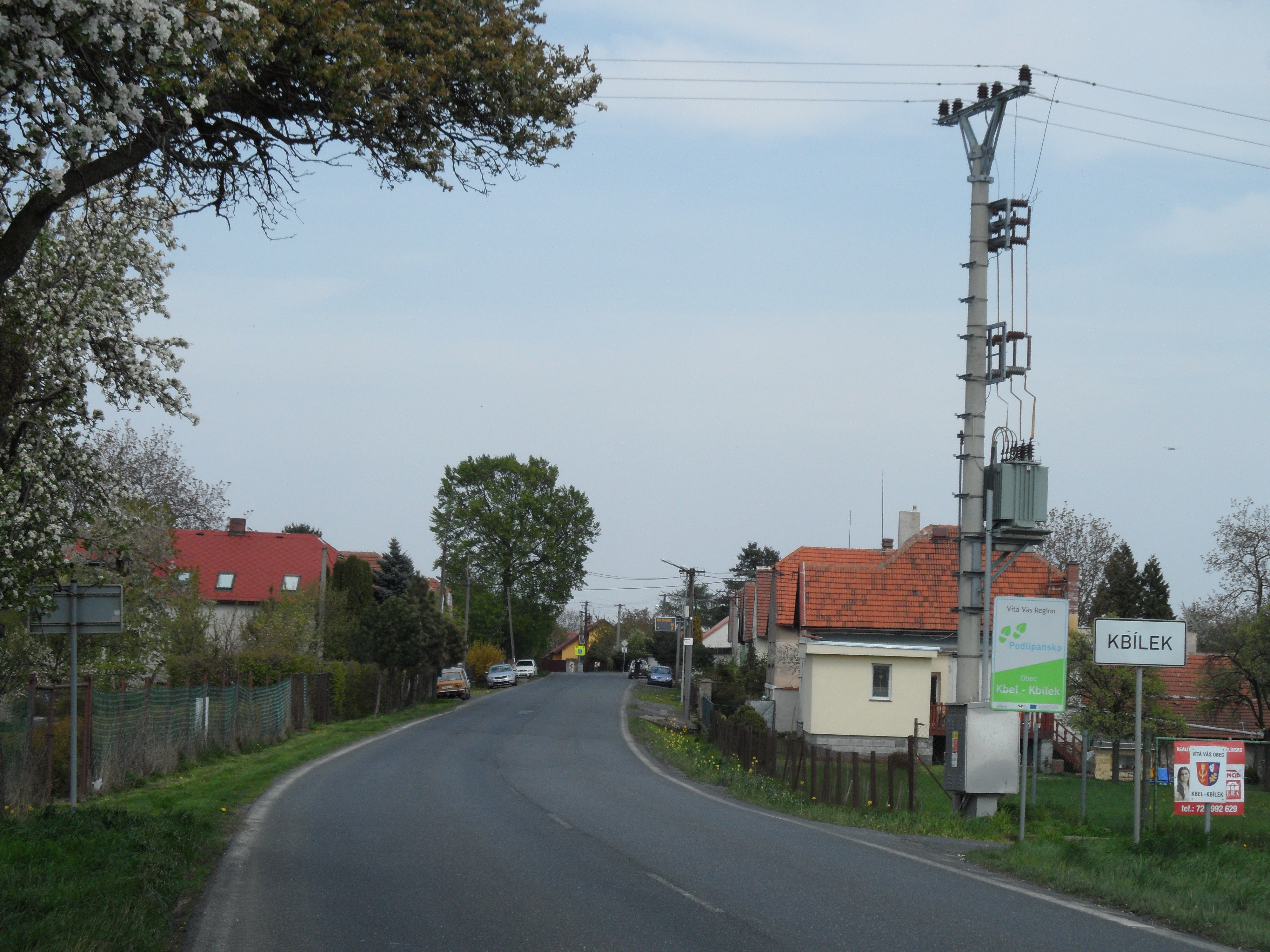
Příjezd od obce Kořenice
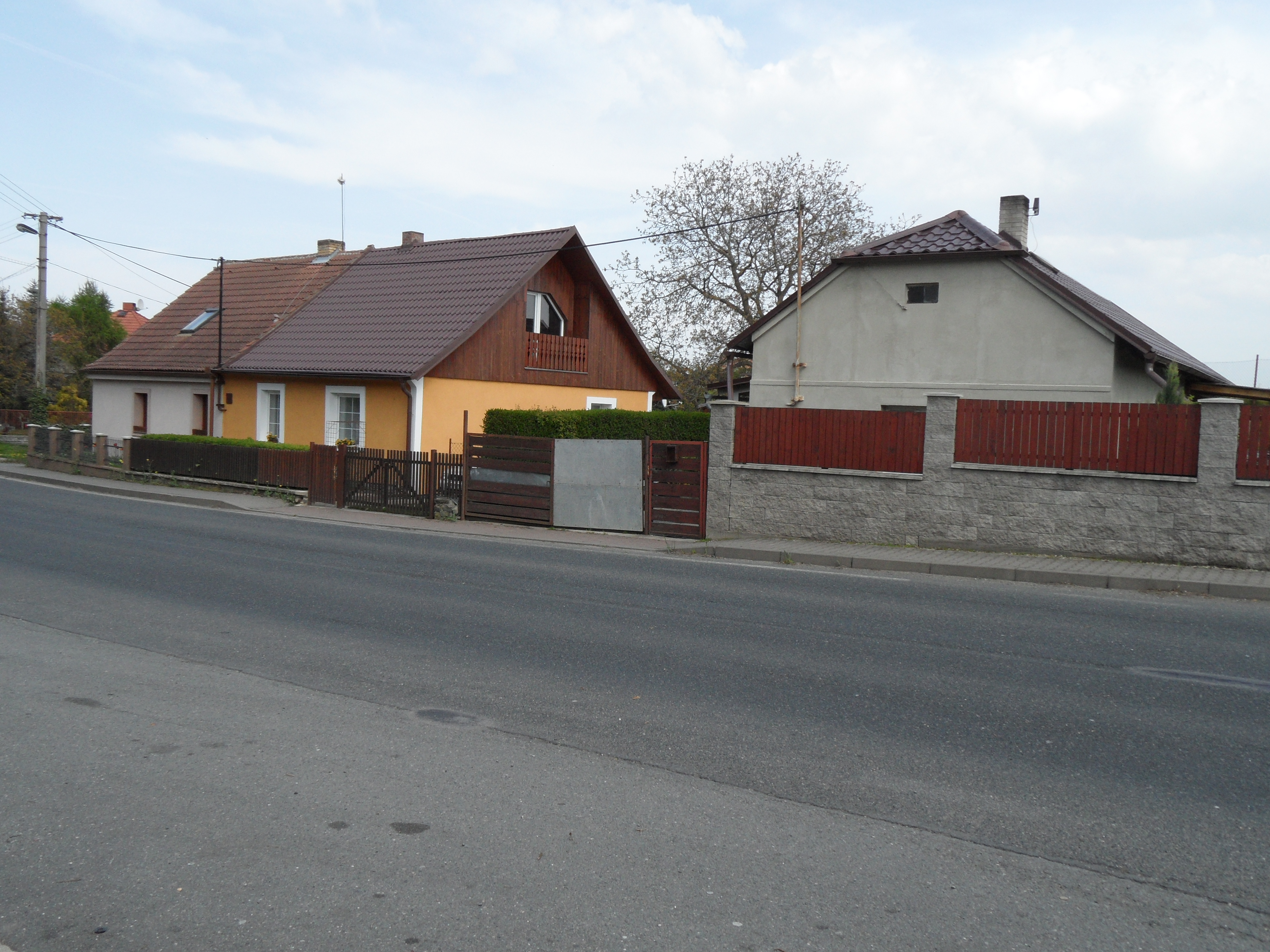
Centrum vsi (jižní strana)
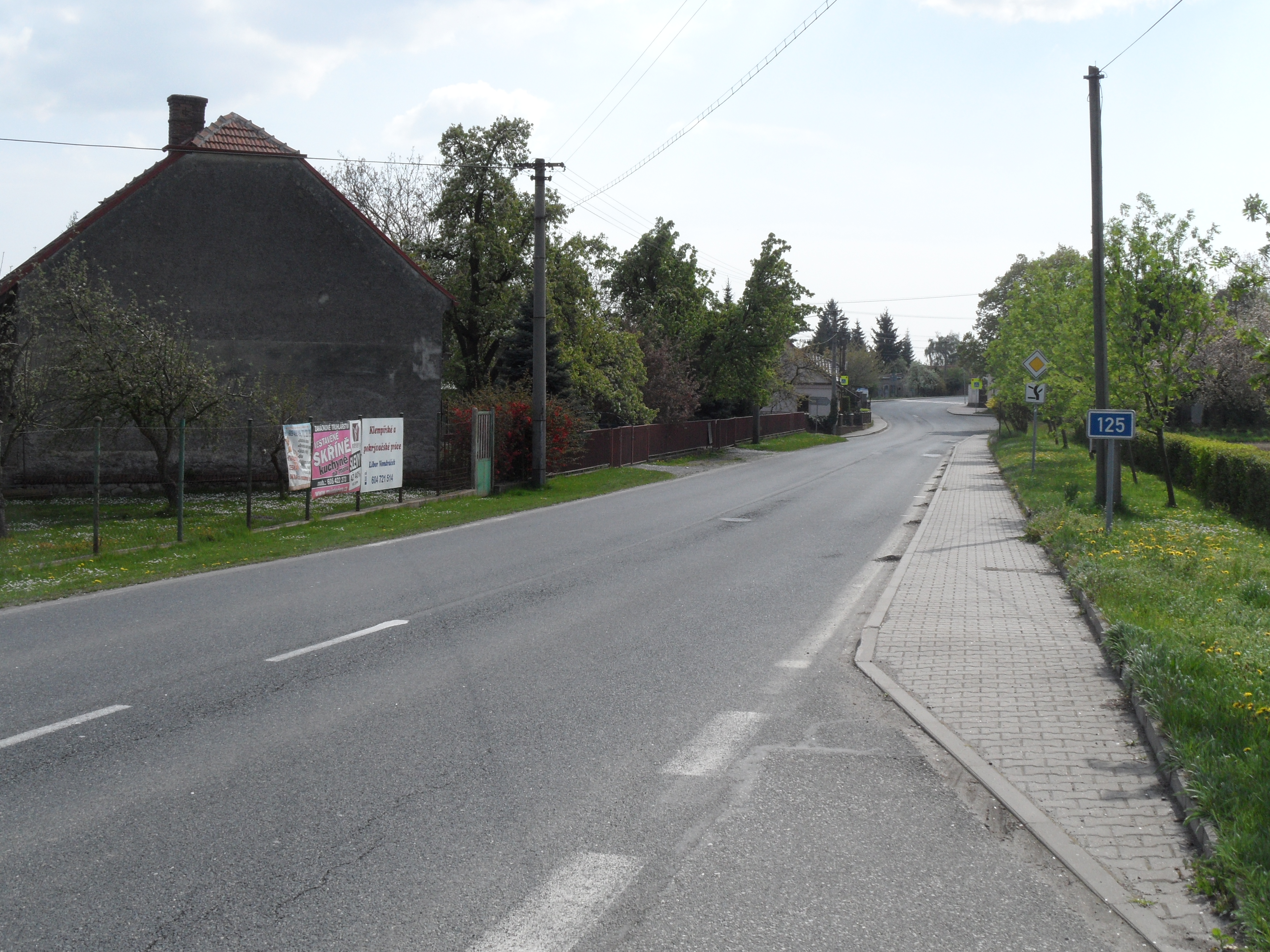
Pohled při příjezdu od Kolína